# Mi Teleférico

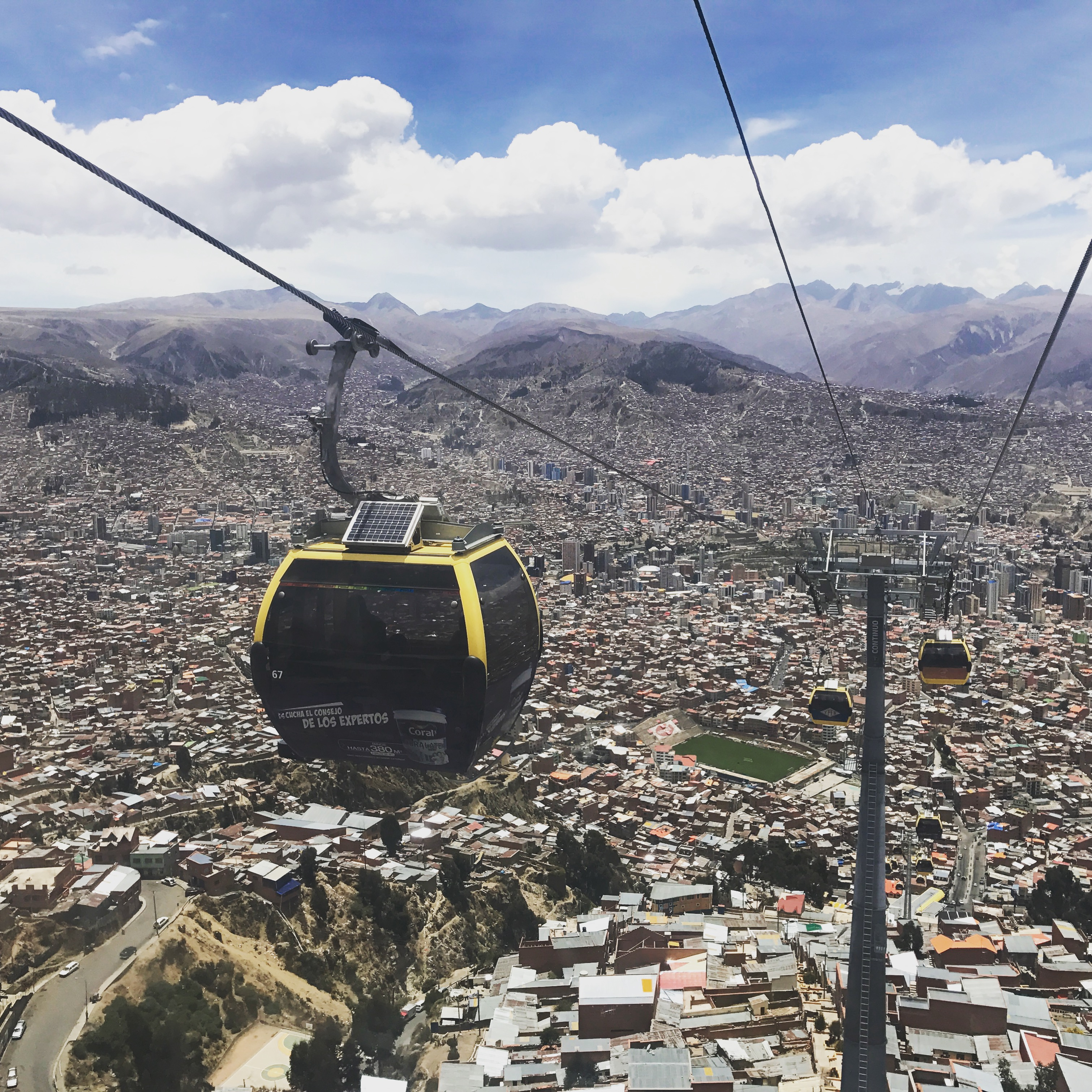
Línea Amarilla

Mi Teleférico (deutsch: meine Seilbahn) ist mit derzeit zehn Linien und mit 33 Kilometern Gesamtlänge das weltweit größte städtische Seilbahnnetz. Die Gondelbahnen erschließen den bolivianischen Regierungssitz La Paz und die Nachbarstadt El Alto und befördern täglich mehr als 300.000 Fahrgäste. Die erste Linie wurde 2014 eröffnet, derzeit befindet sich das Netz weiterhin im Ausbau. Betrieben wird es von der staatlichen Betreibergesellschaft Mi Teleférico.

## Geschichte

Netzplan (2019)

Der öffentliche Personennahverkehr in La Paz und El Alto bestand hauptsächlich aus Minibussen. Aufgrund von Verkehrsstaus, die auf die topographisch bedingt schmalen Straßen sowie die dichte Bebauung der beiden Städte zurückzuführen sind, verkehren diese aber zumeist unpünktlich. Zudem bestehen oftmals Hygiene- und Sicherheitsmängel. Der Bau von Trassen für Gleise ist aufgrund der Topographie teilweise nicht möglich. Daher wurde die Errichtung von Luftseilbahnen als Verkehrsmittel zum Personentransport bereits lange in Erwägung gezogen, bevor die Regierung Boliviens im Jahr 2012 das österreichische Seilbahnbauunternehmen Doppelmayr mit dem Bau von zunächst drei Linien zu einem Preis von kolportierten 234,6 Millionen US-Dollar beauftragte. Die Finanzierung erfolgte aus der Staatskasse. Am 30. Mai 2014 eröffnete der damalige bolivianische Präsident Evo Morales die Línea Roja und damit die erste Linie des Netzes für den öffentlichen Betrieb. Sie führt von der Bergstation Jach’a Qhathu in El Alto über die Zwischenstation Ajayuni in La Paz nahe dem städtischen Friedhof zur Talstation Taypi Uta. Die Linie ist 2349 Meter lang, die Fahrt dauert etwa elf Minuten. Am 15. September 2014 wurde mit der Línea Amarilla die zweite Linie eröffnet. Mit 3737 Metern Länge war sie bis zum Bau der Línea Azul die längste. Am 4. Dezember 2014 ging die dritte Linie (Línea Verde) mit einer Länge von 3706 Metern in Betrieb. Damit endete die erste Bauphase des Projekts Mi Teleférico.
Am 3. März 2017 wurde mit der Línea Azul die erste Seilbahn der zweiten Bauphase eröffnet. Der finanzielle Umfang dieser zweiten Bauphase wurde von südamerikanischen Medien auf 560 Millionen US-Dollar geschätzt. Mit dem Bau hatte man bereits 2015 erneut die Firma Doppelmayr beauftragt, für die sich das Projekt Mi Teleférico damit zu einem der größten der Unternehmensgeschichte entwickelte. Geplant waren zunächst fünf weitere Linien, die sich zum Zeitpunkt der Eröffnung der Línea Azul zu einem Großteil bereits in Bau befanden. Die Línea Azul liegt vollständig in El Alto. Durch den Anschluss an die Línea Roja werden weitere Teile der Stadt mit La Paz verbunden. Die Linie ist mit 4893 Metern Länge die längste im gesamten Netz. Am 29. September 2017 folgte mit der Línea Naranja die fünfte Linie. Im Verlauf des Jahres 2018 wurden am 24. März die Línea Blanca sowie der erste Abschnitt der Línea Celeste, am 14. Juli der zweite Abschnitt der Línea Celeste und Ende September die Línea Morada in den öffentlichen Betrieb genommen. Nach Eröffnung der Línea Café am 20. Dezember 2018 erfolgte im März 2019 die Inbetriebnahme der Línea Plateada. Diese verbindet Línea Roja, Línea Azul, Línea Morada und Línea Amarilla und schließt damit das letzte Segment des städtischen Seilbahnrings. Mit der Línea Dorada soll eine elfte Linie eröffnet werden. Zudem ist eine Verlängerung der Línea Café um eine weitere Station beabsichtigt, um den Ortsteil Pampahasi in La Paz zu erschließen.

## Liniennetz
Die zehn Linien des Mi Teleférico haben eine Gesamtlänge von  30 Kilometern und umfassen insgesamt 36 Stationen. Dabei werden Kreuzungsstationen mit der Anzahl der zu ihnen verkehrenden Linien gezählt. Die einzelnen Linien, die durch die Farben ihrer Gondeln unterschieden werden, haben zwischen zwei und fünf Stationen. Die Fahrgeschwindigkeit beträgt fünf bis sechs Meter pro Sekunde. Die Betriebszeiten sind von Montag bis Samstag zwischen 6 und 23 Uhr und am Sonntag zwischen 7 und 21 Uhr. Die Linien haben grundsätzlich eine Förderleistung von 3000 Personen pro Stunde und Richtung. Eine Ausnahme bilden die Línea Café (2000 Pers./h/Rtg.) und die Línea Celeste (4000 Pers./h/Rtg.). Auf der Línea Morada divergiert die Förderleistung zwischen einzelnen Sektionen von 3000 bis 4000 Personen pro Stunde und Richtung. Im Einsatz sind insgesamt rund 1400 Gondeln mit Platz für jeweils zehn Personen. Die Einseilumlaufbahnen sind kuppelbar, das heißt, dass die Gondeln an den Stationen vom Seil genommen und so für den Ein- und Ausstieg verlangsamt werden.
| Linie                    | Stationen                                                            | Länge (m) | Höhenunter- schied (m) | Fahrzeit (min) | Anzahl Kabinen | Anzahl Stationen |
| ------------------------ | -------------------------------------------------------------------- | --------- | ---------------------- | -------------- | -------------- | ---------------- |
| Línea Roja (Rot)         | Jach’a Qhathu – Ajayuni – Taypi Uta                                  | 2349      | 412                    | 10,77          | 109            | 3                |
| Línea Amarilla (Gelb)    | Qhana Pata – Quta Uma – Supu Kachi – Chuqui Apu                      | 3737      | 666                    | 16,84          | 169            | 4                |
| Línea Verde (Grün)       | Chuqui Apu – Pata Obrajes – Aynacha Obrajes – Irpawi                 | 3706      | 130                    | 16,84          | 169            | 4                |
| Línea Azul (Blau)        | Waña Jawira – Yatina Uta – Suma Qamaña – Qhana Thaki – Jach’a Qhathu | 4893      | 61                     | 20,79          | 208            | 5                |
| Línea Naranja (Orange)   | Taypi Uta – Riosinho Pampa – Apachita – Inalmama                     | 2567      | 307                    | 12,60          | 126            | 4                |
| Línea Blanca (Weiß)      | Inalmama – Qhuirwa Uma – Kimsachata – Arce                           | 2847      | 216                    | 13,14          | 131            | 4                |
| Línea Celeste (Hellblau) | Chuqui Apu – Arce – Cancha Zapata – Prado                            | 2596      | 180                    | 11,52          | 152            | 4                |
| Línea Morada (Violett)   | Jach’a Thaki – Tiquira – Utjawi                                      | 4302      | 490                    | 16,21          | 190            | 3                |
| Línea Café (Braun)       | Qhuirwa Uma – Pallqa Thaki                                           | 714       | 20                     | 3,80           | 26             | 2                |
| Línea Plateada (Silber)  | Jach’a Qhathu – Tiquira – Qhana Pata                                 | 2720      | 34                     | 11,62          | 117            | 3                |
| Línea Dorada (Golden)    | Irpavi –Achumani – Cota Cota UMSA                                    |           |                        |                |                |                  |